# 1873 na Venezuela
Esta é uma cronologia dos principais fatos ocorridos no ano de 1873 na Venezuela.

## Arte
- La gruta azul, de Ramón Bolet Peraza.
- Lago de Valencia, de Anton Goering.

## Música

### Ópera
- 26 de abril: Virginia. Música de José Ángel Montero e libreto de Domenico Bancalari.

### Zarzuela
- El charlatán mudo, Diamira, e Tragedia lírica, de José Ángel Montero.

## Teatro
- Nicanor Bolet Peraza: A falta de pan, buenas son tortas.

## Personalidades

### Nascimentos
- 18 de janeiro – Pedro César Dominici (m. 1954), escritor, dramaturgo e diplomata.
- 24 de fevereiro – Alejandro Chataing (m. 1928), arquiteto.
- 25 de fevereiro – Luis Manuel Urbaneja Achelpohl (m. 1937), escritor e jornalista.

### Mortes
- 6 de maio – José Antonio Páez (n. 1790), militar-estadista, prócer da Independência da Venezuela e presidente do país por três mandatos.[1]
- 23 de novembro – Felipe Larrazábal (n. 1816), músico, advogado, jornalista e político.